# Boxa als Jocs Olímpics d'estiu de 1904 - pes gall
El pes gall va ser la segona categoria de boxa més lleugera de les disputades als Jocs Olímpics de Saint Louis de 1904. La prova es va disputar el 22 de setembre de 1904, sent la primera vegada que es disputava en unes Olímpiades. Sols hi van prendre part dos participants. Els participants havien de pesar menys de 52,2 kg.

## Medallistes
| Or          | Plata           | Bronze |
| Oliver Kirk | George Finnegan | cap    |

## Resultats
|  | Final           |                 |  |  |  |  |
|  |                 |                 |  |  |  |  |
|  |                 |                 |  |  |  |  |
|  | Oliver Kirk     | KO al 3r assalt |  |  |  |  |
|  | George Finnegan | -               |  |  |  |  |

## Classificació final
| Posició | Boxejador       |
| ------- | --------------- |
|         |                 |
| Or      | Oliver Kirk     |
| Plata   | George Finnegan |